# Реакція Свартса
Реакція Свартса (англ. Swarts reaction) — заміна атомів галогену в полігалогензаміщених органічних сполуках на фтор при нагріванні зі SbF3 в присутності SbCl5.
Легкість обміну зменшується в ряду I > Br >> Cl.
CCl3–CCl2–CCl3 → CF2Cl–CCl2–CFCl2